# 1965년 인도-파키스탄 전쟁

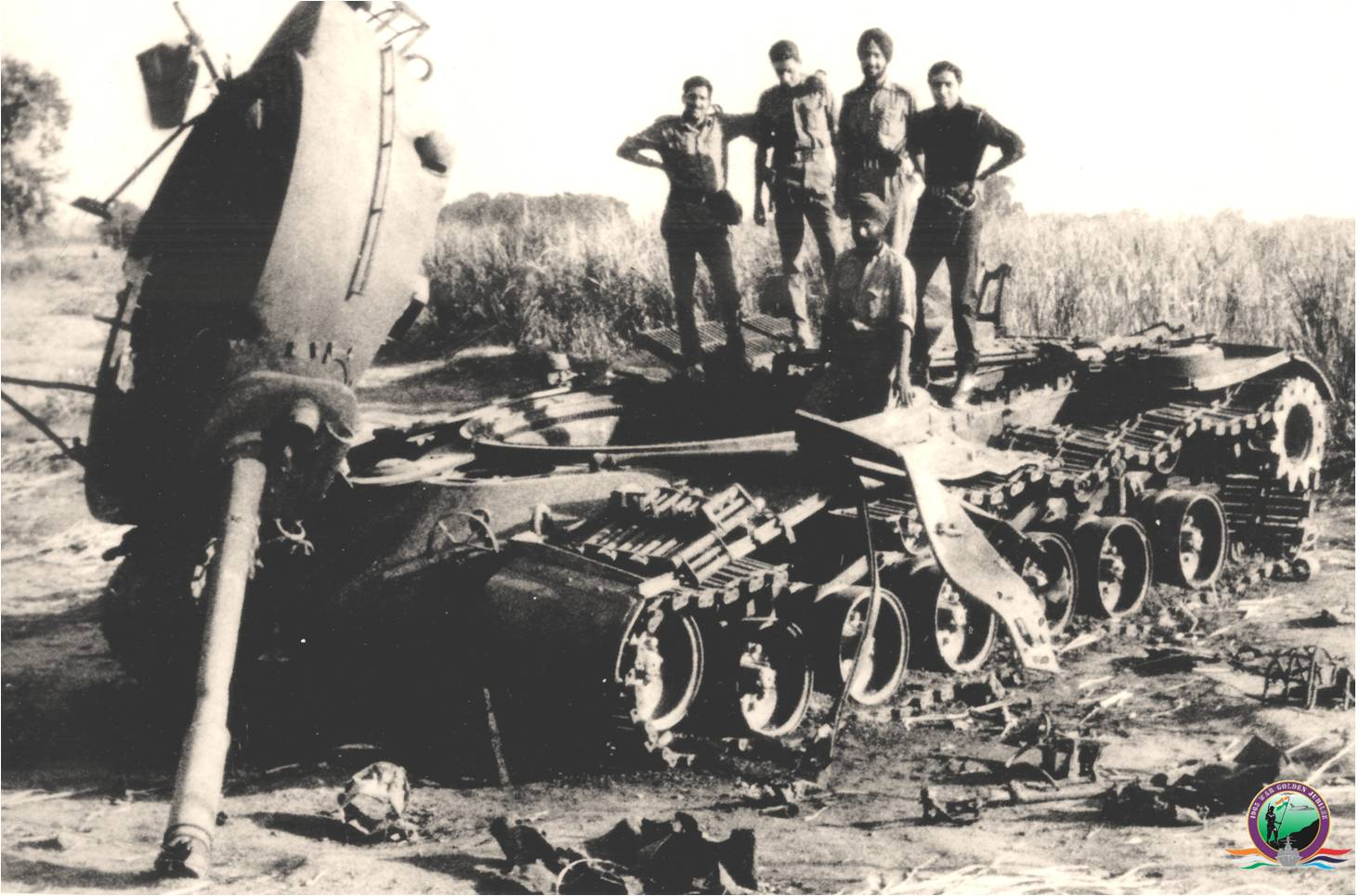

1965년 인도-파키스탄 전쟁은 인도와 파키스탄 사이에서 1965년에 열린 전쟁으로, 제1차 인도 파키스탄 전쟁에 이어 카슈미르 지방의 영유를 둘러싸고 진행됐다.

## 개요
1947년부터 1948년까지의 제1차 전쟁 후 카슈미르 지방은 양국에서 분할되어 있는 실효 지배를 받게되어 최종적인 귀속이 결정되지 않았다. 감시하기 위해 국제 연합 인도 파키스탄 군사 감시단(UNMOGIP)이 파견되어 있었지만, 불안 상태가 계속되고 있었다.
1962년의 인도-중국 전쟁으로 악사이친에 중국 인민 해방군이 침공하여 중국이 실효 지배를 하게 되면서 파키스탄도 이에 영향을 받아 1965년 8월에 무장 집단을 인도 지배 지역에 보냈다. 이것을 인도 군이 반응하고 전쟁이 발발했다.
인도군은 펀자브에서도 공세를 하고 파키스탄은 수세에 몰리지 않을 수 없었다. 국제 사회의 압력에 의해 양국은 9월 20일 유엔 안전 보장 이사회 결의 제211호를 수락하고 9월 23일에 휴전이 되었다. 그런 다음 UNMOGIP 및 국제 연합 인도 파키스탄 감시단(UNIPOM)에 의해 감시가 이루어졌다. 타슈켄트에서 1966년 1월 4일부터 평화 협상이 시작되어 1월 10일 양군의 철수가 합의되었다(타슈켄트 선언). 이에 따라 2월 25일까지 1965년 8월 이전의 위치로 군대를 철수시켰다.

## 같이 보기
- 1971년 인도-파키스탄 전쟁